# Innocenzo Conti
Innocenzo Conti (Roma, 8 febbraio 1731 – Frascati, 15 novembre 1785) è stato un cardinale e arcivescovo cattolico italiano.

## Biografia
Nacque a Roma, figlio di Stefano Conti, duca di Poli e Guadagnolo e di Vittoria dei principi Ruspoli di Cerveteri; il padre apparteneva alla grande famiglia che aveva dato alla Chiesa i papi Innocenzo III e Innocenzo XIII.
Fu noto auditore al Tribunale della Rota Romana.
Nel 1769 fu eletto arcivescovo titolare di Tiro, prima di essere inviato come nunzio apostolico in Portogallo nel 1770.
Papa Clemente XIV lo creò cardinale in pectore nel concistoro del 23 settembre 1771. Partecipò al conclave del 1774-1775 che elesse Pio VI. Nel 1775 divenne segretario ai brevi apostolici. Fu camerlengo del collegio cardinalizio tra il 1782 e il 1783.
Morì a Frascati, nella villa di famiglia (l'attuale villa Torlonia), il 15 novembre 1785; è sepolto nella basilica di Santa Maria in Aracoeli, sua ultima sede cardinalizia, al centro della navata.
Fu l'ultimo cardinale della famiglia Conti.

## Genealogia episcopale e successione apostolica
La genealogia episcopale è:
- Cardinale Scipione Rebiba
- Cardinale Giulio Antonio Santori
- Cardinale Girolamo Bernerio, O.P.
- Arcivescovo Galeazzo Sanvitale
- Cardinale Ludovico Ludovisi
- Cardinale Luigi Caetani
- Cardinale Ulderico Carpegna
- Cardinale Paluzzo Paluzzi Altieri degli Albertoni
- Papa Benedetto XIII
- Papa Benedetto XIV
- Papa Clemente XIII
- Cardinale Marcantonio Colonna
- Cardinale Innocenzo Conti

La successione apostolica è:
- Vescovo Pellegrino Consalvi (1775)
- Vescovo Tommaso Mancini (1775)
- Arcivescovo Tommaso Maria Francone, C.R. (1775)
- Vescovo Emilio Gentile (1776)
- Arcivescovo Giuseppe Capecelatro (1778)
- Arcivescovo Giambattista Ettore Caracciolo, C.R. (1778)
- Vescovo Nicola Molinari, O.F.M.Cap. (1778)
- Vescovo Cirillo Antonini (1778)
- Vescovo Salvatore Vecchioni, C.O. (1778)
- Vescovo Bartolomeo Bacher (1779)
- Cardinale Domenico Pignatelli di Belmonte, C.R. (1782)
- Cardinale Giuseppe Firrao il Giovane (1782)
- Vescovo Giovanni Andrea Serrao (1783)
- Vescovo Paolo Ciotti (1784)
- Vescovo Vincenzo Manni (1785)

## Ascendenza
|                                                                |                                                             |                                                           | Genitori                                                         |  |  | Nonni |  |  | Bisnonni                                    |  |  | Trisnonni                                       |  |
|                                                                |                                                             |                                                           |                                                                  |  |  |       |  |  | 8. Carlo Conti, V duca di Poli e Guadagnolo |  |  | 16. Lotario Conti, II duca di Poli e Guadagnolo |  |
|                                                                |                                                             |                                                           |                                                                  |  |  |       |  |  | 8. Carlo Conti, V duca di Poli e Guadagnolo |  |  | 16. Lotario Conti, II duca di Poli e Guadagnolo |  |
|                                                                |                                                             | 17. Giulia Orsini                                         |                                                                  |  |  |       |  |  | 8. Carlo Conti, V duca di Poli e Guadagnolo |  |  |                                                 |  |
| 4. Giuseppe Lotario Conti, VI duca di Poli e Guadagnolo        |                                                             |                                                           |                                                                  |  |  |       |  |  | 8. Carlo Conti, V duca di Poli e Guadagnolo |  |  |                                                 |  |
|                                                                |                                                             | 9. Isabella Muti di Rignano                               | 18. Michelangelo Muti, III duca di Canemorto e I duca di Rignano |  |  |       |  |  |                                             |  |  |                                                 |  |
|                                                                |                                                             | 9. Isabella Muti di Rignano                               | 18. Michelangelo Muti, III duca di Canemorto e I duca di Rignano |  |  |       |  |  |                                             |  |  |                                                 |  |
|                                                                |                                                             | 9. Isabella Muti di Rignano                               | 19. Cecilia Massimo                                              |  |  |       |  |  |                                             |  |  |                                                 |  |
| 2. Stefano Conti, VIII duca di Poli e Guadagnolo               |                                                             | 9. Isabella Muti di Rignano                               |                                                                  |  |  |       |  |  |                                             |  |  |                                                 |  |
|                                                                |                                                             | 10. Marcantonio V Colonna, V principe di Paliano          | 20. Filippo I Colonna, IV principe di Paliano                    |  |  |       |  |  |                                             |  |  |                                                 |  |
|                                                                |                                                             | 10. Marcantonio V Colonna, V principe di Paliano          | 20. Filippo I Colonna, IV principe di Paliano                    |  |  |       |  |  |                                             |  |  |                                                 |  |
|                                                                |                                                             | 10. Marcantonio V Colonna, V principe di Paliano          | 21. Lucrezia Tomacelli                                           |  |  |       |  |  |                                             |  |  |                                                 |  |
| 5. Lucrezia Colonna di Paliano                                 |                                                             | 10. Marcantonio V Colonna, V principe di Paliano          |                                                                  |  |  |       |  |  |                                             |  |  |                                                 |  |
|                                                                |                                                             | 11. Isabella Gioeni e Cardona, principessa di Castiglione | 22. Lorenzo III Gioeni e Cardona, principe di Castiglione        |  |  |       |  |  |                                             |  |  |                                                 |  |
|                                                                |                                                             | 11. Isabella Gioeni e Cardona, principessa di Castiglione | 22. Lorenzo III Gioeni e Cardona, principe di Castiglione        |  |  |       |  |  |                                             |  |  |                                                 |  |
|                                                                |                                                             | 11. Isabella Gioeni e Cardona, principessa di Castiglione | 23. Antonia d'Averna, baronessa di Santa Caterina                |  |  |       |  |  |                                             |  |  |                                                 |  |
| 1. Innocenzo Conti                                             |                                                             | 11. Isabella Gioeni e Cardona, principessa di Castiglione |                                                                  |  |  |       |  |  |                                             |  |  |                                                 |  |
|                                                                | 12. Alessandro Marescotti Capizucchi, V conte di Vignanello | 24. Sforza Vicino Marescotti, IV conte di Vignanello      |                                                                  |  |  |       |  |  |                                             |  |  |                                                 |  |
|                                                                | 12. Alessandro Marescotti Capizucchi, V conte di Vignanello | 24. Sforza Vicino Marescotti, IV conte di Vignanello      |                                                                  |  |  |       |  |  |                                             |  |  |                                                 |  |
|                                                                | 12. Alessandro Marescotti Capizucchi, V conte di Vignanello | 25. Vittoria Ruspoli                                      |                                                                  |  |  |       |  |  |                                             |  |  |                                                 |  |
| 6. Francesco Maria Marescotti Ruspoli, I principe di Cerveteri | 12. Alessandro Marescotti Capizucchi, V conte di Vignanello |                                                           |                                                                  |  |  |       |  |  |                                             |  |  |                                                 |  |
|                                                                |                                                             | 13. Anna Maria Corsini                                    | 26. Andrea Corsini                                               |  |  |       |  |  |                                             |  |  |                                                 |  |
|                                                                |                                                             | 13. Anna Maria Corsini                                    | 26. Andrea Corsini                                               |  |  |       |  |  |                                             |  |  |                                                 |  |
|                                                                |                                                             | 13. Anna Maria Corsini                                    | 27. Agnoletta de' Medici                                         |  |  |       |  |  |                                             |  |  |                                                 |  |
| 3. Vittoria Ruspoli                                            |                                                             | 13. Anna Maria Corsini                                    |                                                                  |  |  |       |  |  |                                             |  |  |                                                 |  |
|                                                                |                                                             | 14. Giuseppe Angelo Cesi, V duca d'Acquasparta            | 28. Giovanni Cesi, III principe di San Polo e Sant'Angelo        |  |  |       |  |  |                                             |  |  |                                                 |  |
|                                                                |                                                             | 14. Giuseppe Angelo Cesi, V duca d'Acquasparta            | 28. Giovanni Cesi, III principe di San Polo e Sant'Angelo        |  |  |       |  |  |                                             |  |  |                                                 |  |
|                                                                |                                                             | 14. Giuseppe Angelo Cesi, V duca d'Acquasparta            | 29. Giulia Veronica Ravignani Sforza Manzuoli                    |  |  |       |  |  |                                             |  |  |                                                 |  |
| 7. Maria Isabella Cesi                                         |                                                             | 14. Giuseppe Angelo Cesi, V duca d'Acquasparta            |                                                                  |  |  |       |  |  |                                             |  |  |                                                 |  |
|                                                                |                                                             | 15. Giacinta Conti                                        | 30. Carlo Conti, duca di Poli e Guadagnolo (= 8.)                |  |  |       |  |  |                                             |  |  |                                                 |  |
|                                                                |                                                             | 15. Giacinta Conti                                        | 30. Carlo Conti, duca di Poli e Guadagnolo (= 8.)                |  |  |       |  |  |                                             |  |  |                                                 |  |
|                                                                |                                                             | 15. Giacinta Conti                                        | 31. Isabella Muti di Rignano (= 9.)                              |  |  |       |  |  |                                             |  |  |                                                 |  |
|                                                                |                                                             | 15. Giacinta Conti                                        |                                                                  |  |  |       |  |  |                                             |  |  |                                                 |  |